# Philanthaxia
Philanthaxia  (лат.) — род жуков-златок. Большинство видов эндемики Юго-Восточной Азии (несколько видов известно в Палеарктике).

## Распространение
Ориентальная область (включая Вьетнам, Таиланд, Суматру, Яву).

## Описание
Бронзового цвета златки (фотография (недоступная ссылка)).

## Систематика
Известно 60 видов. Род относится к трибе Thomassetiini Bellamy, 1987 (Buprestinae).
- Род Philanthaxia Deyrolle, 1864[2]
  - Philanthaxia acuminata Bílý, 1993
  - Philanthaxia acuticollis Bílý, 2001
  - Philanthaxia aenea (Saunders, 1866)
  - Philanthaxia akiyamai Bílý, 1993
  - Philanthaxia andamana Kerremans, 1888
  - Philanthaxia aureoviridis Saunders, 1867
  - Philanthaxia auricollis Kerremans, 1912
  - Philanthaxia azurea Bílý, 2004
  - Philanthaxia curta Deyrolle, 1864 typus
  - Philanthaxia sarawakensis Bílý 1993
  - Philanthaxia sumatrensis Bílý 1993
  - Philanthaxia thailandica Bílý 1993
  - Philanthaxia vietnamica Bílý 1993